# Wellsburg
Pour les articles homonymes, voir Wellsburg (homonymie).
La ville de Wellsburg est le siège du comté de Brooke, situé dans l’État de Virginie-Occidentale, aux États-Unis. Sa population, qui s’élevait à 2 805 habitants lors du recensement de 2010, est estimée à 2 579 habitants au 1er juillet 2020.

## Histoire
La ville est fondée sous le nom de Charlestown en 1791, en l'honneur de son fondateur, Charles Prather. Afin d’éviter toute confusion avec Charles Town, elle prend le nom de Wellsburg en référence à Alexander Wells, beau-fils de Prather.

## Galerie photographique

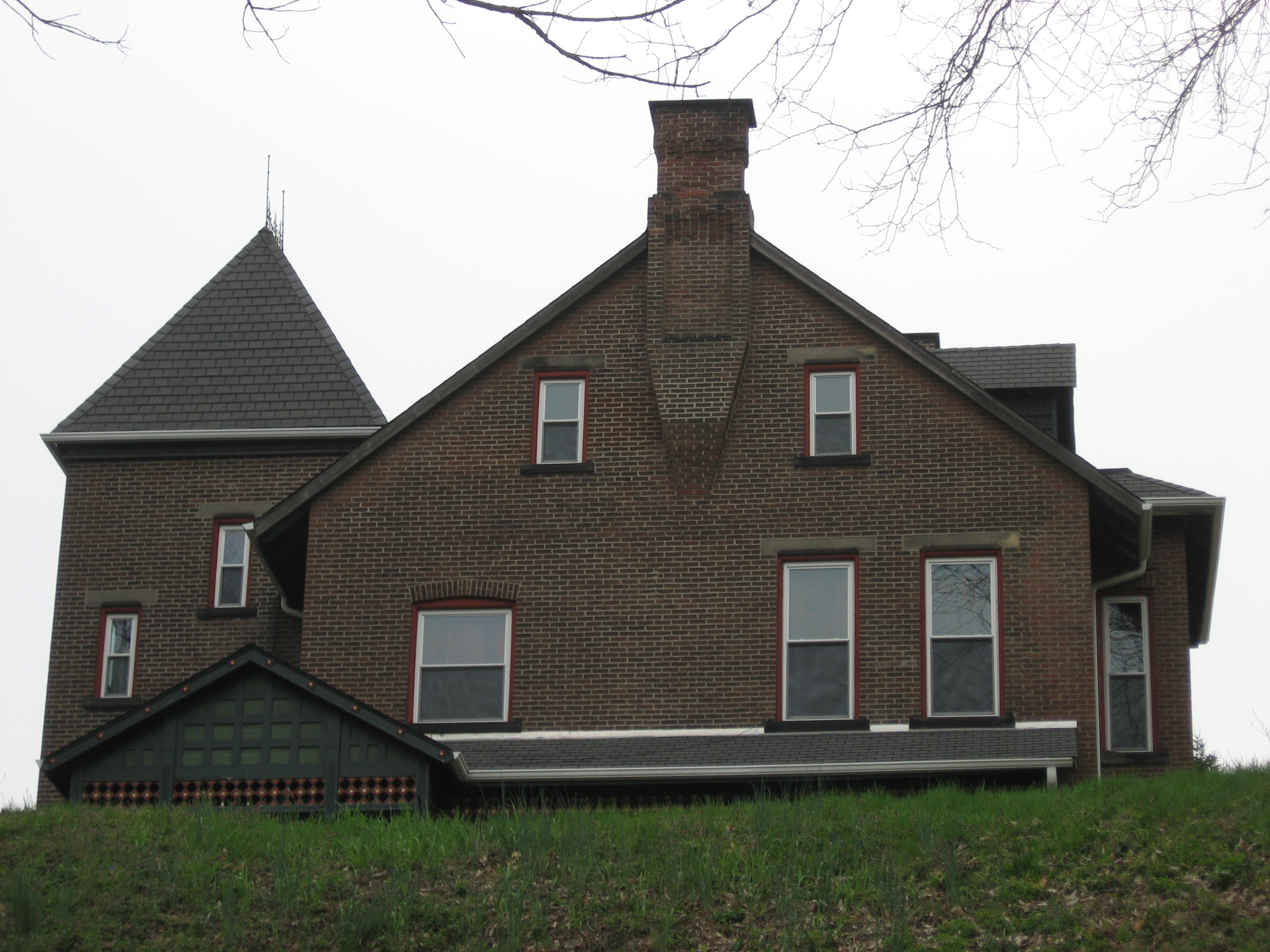
Lucy Tarr Mansion
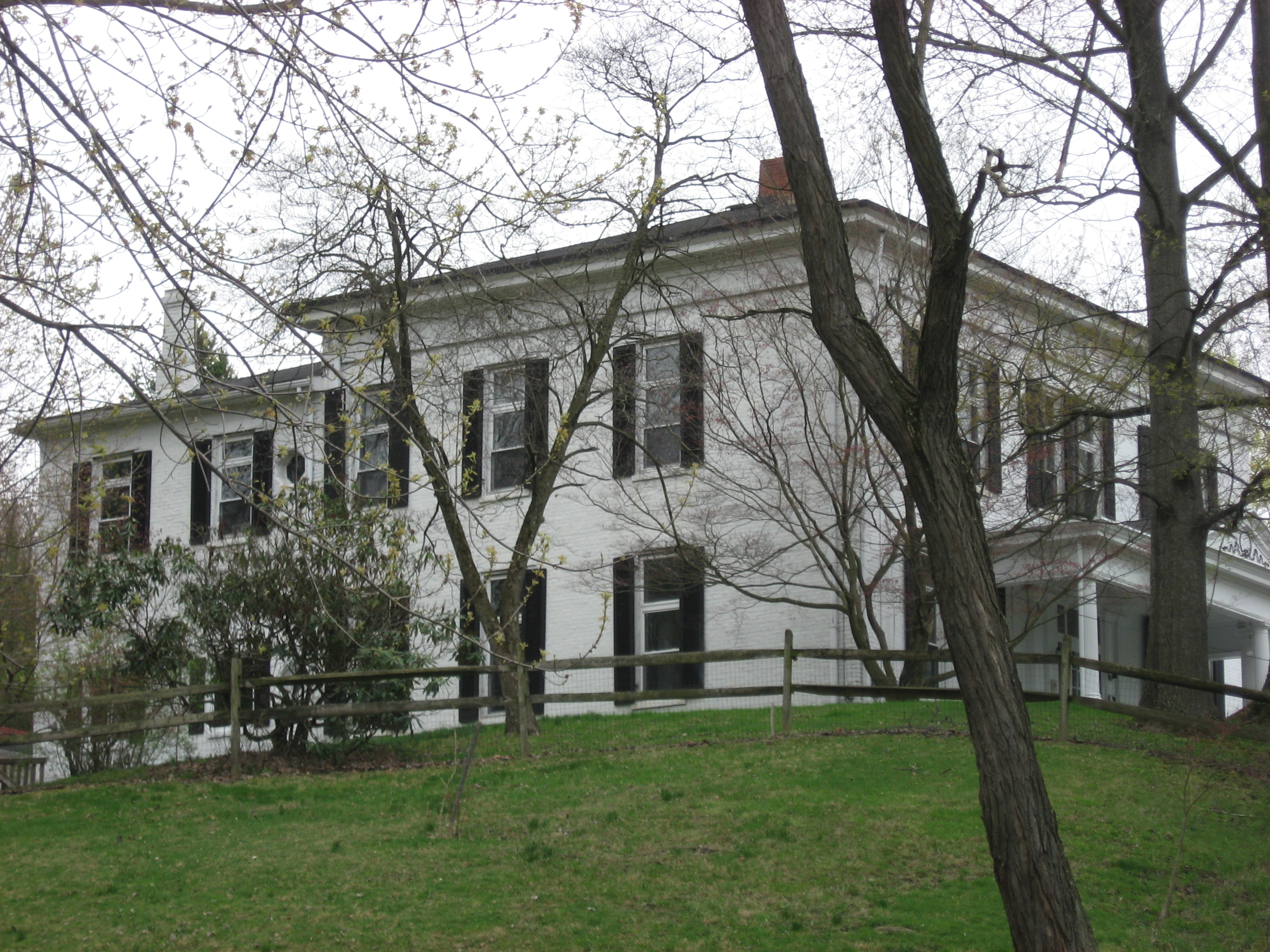
Lewis Hall Mansion

## Personnalité
Glenn Davis (1934-1989), spécialiste du 400 m haies, triple champion olympique, est né à Wellsburg.